# From Fear to Eternity
From Fear to Eternity är ett samlingsalbum av det brittiska heavy metal-bandet Iron Maiden, utgivet den 6 juni 2011 på EMI. Det är ett dubbelalbum på totalt 23 låtar.

## Låtlista

### CD 1
1. "The Wicker Man" (Dickinson, Harris, Smith) - 4:36
2. "Holy Smoke" (Dickinson, Harris) - 3:49
3. "El Dorado" (Dickinson, Harris, Smith) - 6:49
4. "Paschendale" (Harris, Smith) - 8:28
5. "Different World" (Harris, Smith) - 4:19
6. "Man on the Edge (live)" (Blaze Bayley, Janick Gers) - 4:40
7. "The Reincarnation of Benjamin Breeg" (Harris, Dave Murray) - 7:22
8. "Blood Brothers" (Harris) - 7:14
9. "Rainmaker" (Dickinson, Harris, Murray) - 3:49
10. "Sign of the Cross (live)" (Harris) - 10:49
11. "Brave New World" (Dickinson, Harris, Murray) - 6:19
12. "Fear of the Dark (live)" (Harris) - 7:41

### CD 2
1. "Be Quick or Be Dead" (Dickinson, Gers) - 3:24
2. "Tailgunner" (Dickinson, Harris) - 4:15
3. "No More Lies" (Harris) - 7:22
4. "Coming Home" (Dickinson, Harris, Smith) - 5:52
5. "The Clansman (live)" (Harris) - 9:06
6. "For the Greater Good of God" (Harris) - 9:25
7. "These Colours Don't Run" (Dickinson, Harris, Smith) - 6:52
8. "Bring Your Daughter... to the Slaughter" (Dickinson) - 4:44
9. "Afraid to Shoot Strangers" (Harris) - 6:57
10. "Dance of Death" (Gers, Harris) - 8:36
11. "When the Wild Wind Blows" (Harris) - 11:02